# 센다이성

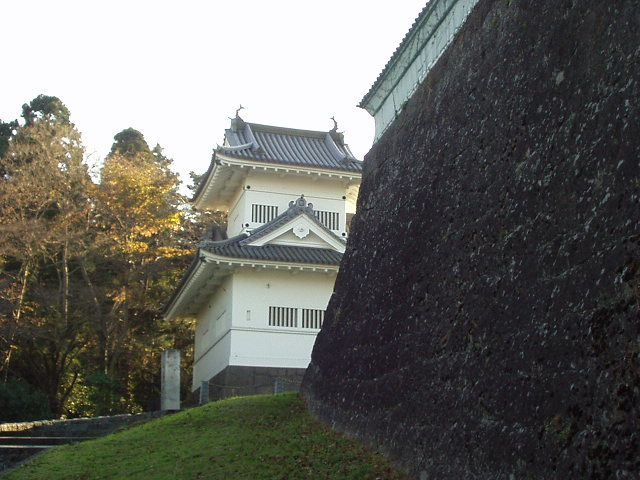
재건된 센다이성 와키야구라

센다이성(仙台城 센다이조[*]) 또는 아오바성(青葉城 아오바조[*])은 일본 미야기현 센다이시 아오바구 아오바산에 있었던 성이다. 2003년 8월 27일 사적으로 지정되었다.